# جون جيه دي هافن
جون جيه دي هافن (بالإنجليزية: John J. De Haven) (و. 1849 – 1913 م)هو سياسي، ومحامي، وقاضي من الولايات المتحدة الأمريكية . ولد في سانت جوزيف . تولى منصب عضو الجمعية ولاية كاليفورنيا، وعضو مجلس شيوخ ولاية كاليفورنيا .
وهو عضو في الحزب الجمهوري .